# Nazionale maschile di pallacanestro del Brasile
La nazionale di pallacanestro del Brasile (Seleção Brasileira de Basquetebol) è la rappresentativa cestistica del Brasile ed è posta sotto l'egida della Federazione cestistica del Brasile.

## Piazzamenti

### Olimpiadi
- 1936 - 9°
- 1948 -  3°
- 1952 - 6°
- 1956 - 6°
- 1960 -  3°

- 1964 -  3°
- 1968 - 4°
- 1972 - 7°
- 1980 - 5°
- 1984 - 9°

- 1988 - 5°
- 1992 - 5°
- 1996 - 6°
- 2012 - 5°
- 2016 - 9°

### Campionati del mondo
- 1950 - 4°
- 1954 -  2°
- 1959 -  1°
- 1963 -  1°
- 1967 -  3°

- 1970 -  2°
- 1974 - 6°
- 1978 -  3°
- 1982 - 8°
- 1986 - 4°

- 1990 - 5°
- 1994 - 11°
- 1998 - 10°
- 2002 - 8°
- 2006 - 19°

- 2010 - 9°
- 2014 - 6°
- 2019 - 13°

### Campionati americani
- 1980 - 4º
- 1984 -  1º
- 1988 -  1º
- 1989 -  3º
- 1992 -  3º

- 1993 - 4º
- 1995 -  3º
- 1997 -  3º
- 1999 - 6°
- 2001 -  2º

- 2003 - 7º
- 2005 -  1º
- 2007 - 4º
- 2009 -  1º
- 2011 -  2º

- 2013 - 9°
- 2015 - 9°
- 2017 - 10°
- 2022 -  2º

### Campionati sudamericani
- 1930 -
- 1934 -
- 1935 -
- 1937 -
- 1938 - 4°
- 1939 -
- 1940 -
- 1941 - 5°

- 1942 - 4°
- 1945 -
- 1947 -
- 1949 -
- 1953 -
- 1955 -
- 1958 -
- 1960 -

- 1961 -
- 1963 -
- 1966 -
- 1968 -
- 1969 -
- 1971 -
- 1973 -
- 1976 -

- 1977 -
- 1979 -
- 1981 -
- 1983 -
- 1985 -
- 1987 -
- 1989 -
- 1991 -

- 1993 -
- 1995 -
- 1997 - 4°
- 1999 -
- 2001 -
- 2003 -
- 2004 -
- 2006 -

- 2008 - 4°
- 2010 -
- 2012 - 4°
- 2014 -
- 2016 -

### Giochi panamericani
- 1951 -  3°
- 1955 -  3º
- 1959 -  3º
- 1963 -  2º
- 1967 - 7°

- 1971 -  1º
- 1975 -  3º
- 1979 -  3º
- 1983 -  2º
- 1987 -  1º

- 1991 - 5°
- 1995 -  3º
- 1999 -  1º
- 2003 -  1º
- 2007 -  1º

- 2011 - 5°
- 2015 -  1º

## Formazioni

### Olimpiadi
Pallacanestro ai Giochi della XI OlimpiadeArmando, Baiano, Coroa, Carmino, Nélson Monteiro, Miguel Pedro, Américo, Pavão, Cacau, José Oscar, All. Arno Frank
Pallacanestro ai Giochi della XIV OlimpiadeAfonso Évora, Alberto Marson, Alfredo da Motta, Algodão, Benvenuti, Bráz, Gemignani, Guilherme, Marcus Vinícius, Massinet, Nilton Pacheco, Ruy de Freitas, All. Moacyr Brondi Daiuto
Pallacanestro ai Giochi della XV Olimpiade3 Algodão, 4 Godinho, 5 Tião, 6 Ruy de Freitas, 7 Mayr, 8 Raimundão, 9 Angelim, 11 Bráz, 12 Alfredo da Motta, 13 Almir, 14 Mário Jorge, 15 Thales, 16 Zé Luiz,        All. Manoel Pitanga
Pallacanestro ai Giochi della XVI Olimpiade3 Algodão, 4 Nélson Lisboa, 5 Wlamir, 6 Angelim, 7 Jamil, 8 Wilson, 9 Jorge Olivieri, 10 Mayr, 11 Edson Bispo, 12 Zé Luiz, 13 Fausto, 14 Amaury,        All. Mário Amâncio Duarte
Pallacanestro ai Giochi della XVII Olimpiade3 Algodão, 4 Amaury, 5 Wlamir, 6 Moysés, 7 Mosquito, 8 Fernando Brobró, 9 Rosa Branca, 10 Jatyr, 11 Edson Bispo, 12 Sucar, 13 Boccardo, 14 Waldemar,        All. Kanela
Pallacanestro ai Giochi della XVIII Olimpiade4 Amaury, 5 Wlamir, 6 Bira, 7 Mosquito, 8 Fritz, 9 Rosa Branca, 10 Jatyr, 11 Edson Bispo, 12 Sucar, 13 Victor, 14 Sérgio Macarrão, 15 Edvar Simões,        All. Renato Brito Cunha
Pallacanestro ai Giochi della XIX Olimpiade4 Sérgio Macarrão, 5 Wlamir, 6 Bira, 7 Celso Scarpini, 8 Hélio Rubens, 9 Rosa Branca, 10 Joy, 11 Menon, 12 Sucar, 13 Edvar Simões, 14 Zé Geraldo, 15 Mosquito,        All. Renato Brito Cunha
Pallacanestro ai Giochi della XX Olimpiade4 Dodi, 5 Radvilas, 6 Bira, 7 Fransérgio, 8 Hélio Rubens, 9 Marquinhos, 10 Joy, 11 Menon, 12 Adilson, 13 Edvar Simões, 14 Zé Geraldo, 15 Mosquito,        All. Pedroca
Pallacanestro ai Giochi della XXII Olimpiade - Torneo maschile4 André, 5 Luiz Gustavo, 6 Saiani, 7 Carioquinha, 8 Wagner, 9 Marquinhos, 10 Gilson, 11 Marcel, 12 Adilson, 13 Marcelo, 14 Oscar, 15 Cadum,        All. Cláudio Mortari
Pallacanestro ai Giochi della XXIII Olimpiade - Torneo maschile4 Nilo, 5 Sílvio, 6 Gerson, 7 Carioquinha, 8 Cadum, 9 Marquinhos, 10 Eduardo Agra, 11 Marcel, 12 Adilson, 13 Marcelo, 14 Oscar, 15 Israel,        All. Renato Brito Cunha
Pallacanestro ai Giochi della XXIV Olimpiade - Torneo maschile4 Paulinho, 5 Guerrinha, 6 Gerson, 7 Pipoka, 8 Rolando, 9 Cadum, 10 Maury, 11 Marcel, 12 Luiz Felipe, 13 Paulão, 14 Oscar, 15 Israel,        All. Ary Vidal
Pallacanestro ai Giochi della XXV Olimpiade - Torneo maschile4 Paulinho, 5 Guerrinha, 6 Gerson, 7 Pipoka, 8 Rolando, 9 Cadum, 10 Maury, 11 Marcel, 12 Josuel, 13 Fernando Minucci, 14 Oscar, 15 Israel,        All. José Medalha
Pallacanestro ai Giochi della XXVI Olimpiade - Torneo maschile4 Demétrius, 5 Ratto, 6 Caio, 7 Pipoka, 8 Olívia, 9 Caio Silveira, 10 Tonico, 11 Fernando Minucci, 12 Josuel, 13 Rogério, 14 Oscar, 15 Janjão,        All. Ary Vidal
Pallacanestro ai Giochi della XXX Olimpiade - Torneo maschile4 Marcelinho, 5 Raulzinho, 6 Caio Torres, 7 Taylor, 8 Alex, 9 Marcelinho Huertas, 10 Leandrinho, 11 Anderson, 12 Guilherme, 13 Nenê, 14 Marquinhos, 15 Tiago,        All. Rubén Magnano
Pallacanestro ai Giochi della XXXI Olimpiade - Torneo maschile5 Raulzinho, 6 Felício, 7 Benite, 9 Marcelinho Huertas, 10 Alex, 12 Guilherme, 13 Nenê, 14 Marquinhos, 19 Leandrinho, 23 Lima, 30 Hettsheimeir, 55 Rafael Luz,        All. Rubén Magnano
Pallacanestro ai Giochi della XXXIII Olimpiade - Torneo maschile2 Yago, 6 Felício, 7 Didi, 8 Benite, 9 Marcelinho Huertas, 11 Santos, 14 Meindl, 23 Raulzinho, 32 Georginho, 45 Mãozinha, 50 Caboclo, 99 Dias,        All. Aza Petrović

### Campionati del mondo
Campionato mondiale maschile di pallacanestro 195042 Godinho, 43 Celso, 44 Alfredo da Motta, 45 Algodão, 46 Ruy de Freitas, 47 Plutão, 48 Montanha, 49 Tião, 50 Thales, 51 Gemignani, 52 Miltinho, 53 Angelim,        All. Moacyr Brondi Daiuto
Campionato mondiale maschile di pallacanestro 19543 Algodão, 4 Godinho, 5 Wlamir, 6 Angelim, 7 Almir, 8 Wilson, 9 Jamil, 10 Alfredo da Motta, 11 Thales, 12 Mayr, 13 Zé Henrique, 14 Amaury, 15 Mário Jorge, 16 Fausto,        All. Kanela
Campionato mondiale maschile di pallacanestro 19593 Algodão, 4 Amaury, 5 Wlamir, 6 Boccardo, 7 Zezinho, 8 Fernando Brobró, 9 Rosa Branca, 10 Jatyr, 11 Edson Bispo, 12 Otto Nóbrega, 13 Pecente, 14 Waldemar,        All. Kanela
Campionato mondiale maschile di pallacanestro 19634 Amaury, 5 Wlamir, 6 Bira, 7 Mosquito, 8 Paulista, 9 Rosa Branca, 10 Jatyr, 11 Menon, 12 Sucar, 13 Victor, 14 Waldemar, 15 Fritz,        All. Kanela
Campionato mondiale maschile di pallacanestro 19674 Amaury, 5 Sérgio Macarrão, 6 Bira, 7 César Sebba, 8 Hélio Rubens, 9 Zé Olaio, 10 Jatyr, 11 Menon, 12 Sucar, 13 Edvar Simões, 14 Emil Rached, 15 Mosquito,        All. Kanela
Campionato mondiale maschile di pallacanestro 19704 Marquinhos, 5 Wlamir, 6 Bira, 7 Sérgio Macarrão, 8 Hélio Rubens, 9 Rosa Branca, 10 Joy, 11 Menon, 12 Pedrinho, 13 Edvar Simões, 14 Zé Olaio, 15 Mosquito,        All. Kanela
Campionato mondiale maschile di pallacanestro 19744 Dodi, 5 Peixotinho, 6 Bira, 7 Carioquinha, 8 Hélio Rubens, 9 Marquinhos, 10 Totô, 11 Marcel, 12 Adilson, 13 Robertão, 14 Zé Geraldo, 15 Mosquito,        All. Edson Bispo
Campionato mondiale maschile di pallacanestro 19784 Marcelo, 5 Fausto, 6 Bira, 7 Carioquinha, 8 Hélio Rubens, 9 Marquinhos, 10 Gilson, 11 Marcel, 12 Adilson, 13 Eduardo Agra, 14 Oscar, 15 Robertão,        All. Ary Vidal
Campionato mondiale maschile di pallacanestro 19824 Nilo, 5 Cadum, 6 André, 7 Carioquinha, 8 Maury, 9 Marquinhos, 10 Gilson, 11 Marcel, 12 Adilson, 13 Marcelo, 14 Oscar, 15 Israel,        All. Edvar Simões
Campionato mondiale maschile di pallacanestro 19864 Nilo, 5 Maury, 6 Gerson, 7 Pipoka, 8 Rolando, 9 Paulinho, 10 Guerrinha, 11 Marcel, 12 Marcelo, 13 Sílvio, 14 Oscar, 15 Israel,        All. Ary Vidal
Campionato mondiale maschile di pallacanestro 19904 Fernando Minucci, 5 Guerrinha, 6 Gerson, 7 Pipoka, 8 Rolando, 9 Cadum, 10 Maury, 11 Marcel, 12 Luiz Felipe, 13 Josuel, 14 Oscar, 15 Israel,        All. Hélio Rubens
Campionato mondiale maschile di pallacanestro 19944 Josuel, 5 Ratto, 6 Paulinho, 7 Pipoka, 8 Rolando, 9 Fernando Minucci, 10 Maury, 11 Márcio, 12 Tonico, 13 Janjão, 14 Rogério, 15 Olívia,        All. Ênio Vecchi
Campionato mondiale maschile di pallacanestro 19984 Marcelinho, 5 Ratto, 6 Caio, 7 Pipoka, 8 Sandro, 9 Demétrius, 10 Helinho, 11 Chuí, 12 Josuel, 13 Brasília, 14 Rogério, 15 Janjão,        All. Hélio Rubens
Campionato mondiale maschile di pallacanestro 20024 Marcelinho, 5 Alex, 6 Vanderlei, 7 Tiago, 8 Sandro, 9 Demétrius, 10 Helinho, 11 Anderson, 12 Guilherme, 13 Leandrinho, 14 Rogério, 15 Bábby,        All. Hélio Rubens
Campionato mondiale maschile di pallacanestro 20064 Marcelinho, 5 Nezinho, 6 Murilo, 7 Estevam, 8 Leandrinho, 9 Marcelinho Huertas, 10 Alex, 11 Anderson, 12 Guilherme, 13 Caio Torres, 14 André Bambu, 15 Tiago,        All. Lula Ferreira
Campionato mondiale maschile di pallacanestro 20104 Marcelinho, 5 Nezinho, 6 Murilo, 7 Raulzinho, 8 Alex, 9 Marcelinho Huertas, 10 Leandrinho, 11 Anderson, 12 Guilherme, 13 João Paulo, 14 Marquinhos, 15 Tiago,        All. Rubén Magnano
Campionato mondiale maschile di pallacanestro 20144 Marcelinho, 5 Raulzinho, 6 Hettsheimeir, 7 Taylor, 8 Alex, 9 Marcelinho Huertas, 10 Leandrinho, 11 Anderson, 12 Guilherme, 13 Nenê, 14 Marquinhos, 15 Tiago,        All. Rubén Magnano
Campionato mondiale maschile di pallacanestro 20192 Yago, 5 Rafael Luz, 6 Felício, 8 Benite, 9 Marcelinho Huertas, 10 Alex, 11 Anderson, 14 Marquinhos, 19 Leandrinho, 23 Lima, 24 Didi, 50 Caboclo,        All. Aza Petrović
Campionato mondiale maschile di pallacanestro 20232 Yago, 6 Felício, 8 Benite, 9 Marcelinho Huertas, 10 Soares, 11 Santos, 14 Meindl, 19 Raulzinho, 23 dos Anjos, 32 Georginho, 50 Caboclo, 99 Dias,        All. Gustavo de Conti

### Campionati americani
Torneo americano maschile di pallacanestro di qualificazione alle Olimpiadi 19804 Zé Geraldo, 5 Fausto, 6 Saiani, 7 Carioquinha, 8 Wagner, 9 Marquinhos, 10 Gilson, 11 Marcel, 12 Marcelo, 13 Luiz Gustavo, 14 Oscar, 15 Robertão,        All. Cláudio Mortari
Torneo americano maschile di pallacanestro di qualificazione alle Olimpiadi 19844 Nilo, 5 Sílvio, 6 Gerson, 7 Carioquinha, 8 Cadum, 9 Marquinhos, 10 Paulinho, 11 Rolando, 12 Adilson, 13 Marcelo, 14 Oscar, 15 Israel,        All. Renato Brito Cunha
Torneo americano maschile di pallacanestro di qualificazione alle Olimpiadi 19884 Paulinho, 5 Maury, 6 Gerson, 7 Pipoka, 8 Rolando, 9 Cadum, 10 Guerrinha, 11 Marcel, 12 Luiz Felipe, 13 Paulão, 14 Oscar, 15 Israel,        All. Ary Vidal
Campionato americano maschile di pallacanestro 19894 Paulão Berger, 5 Maury, 6 Gerson, 7 Pipoka, 8 Evandro, 9 Cadum, 10 Guerrinha, 11 Marcel, 12 Luiz Felipe, 13 Paulão Silva, 14 Oscar, 15 Israel,        All. Hélio Rubens
Torneo americano maschile di pallacanestro di qualificazione alle Olimpiadi 19924 Paulinho, 5 Guerrinha, 6 Gerson, 7 Pipoka, 8 Rolando, 9 Cadum, 10 Maury, 11 Marcel, 12 Josuel, 13 Fernando Minucci, 14 Oscar, 15 Israel,        All. José Medalha
Campionato americano maschile di pallacanestro 19934 Chuí, 5 Ratto, 6 Olívia, 7 Pipoka, 8 Ferreira, 9 Demétrius, 10 Maury, 11 Fernando Minucci, 12 Josuel, 13 Janjão, 14 Rogério, 15 Luisão,        All. Ênio Vecchi
Campionato americano maschile di pallacanestro 19954 Chuí, 5 Ratto, 6 Caio, 7 Pipoka, 8 Ferreira, 9 Márcio, 10 Maury, 11 Fernando Minucci, 12 Josuel, 13 Rogério, 14 Oscar, 15 Israel,        All. Ary Vidal
Campionato americano maschile di pallacanestro 19974 Raul, 5 Ratto, 6 Caio, 7 Olívia, 8 Josuel, 9 Demétrius, 10 Alexey, 11 Brasília, 12 Sandro, 13 Vanderlei, 14 Rogério, 15 Janjão,        All. Hélio Rubens
Campionato americano maschile di pallacanestro 19994 Marcelinho, 5 Ratto, 6 Caio, 7 Vanderlei, 8 Sandro, 9 Demétrius, 10 Helinho, 11 Aylton, 12 Josuel, 13 Michel, 14 Rogério, 15 Luís Fernando,        All. Hélio Rubens
Campionato americano maschile di pallacanestro 20014 Marcelinho, 5 Alex, 6 Vanderlei, 7 Tiagão, 8 Sandro, 9 Demétrius, 10 Helinho, 11 Estevam, 12 Guilherme, 13 Nenê, 14 Anderson, 15 Márcio,        All. Hélio Rubens
Campionato americano maschile di pallacanestro 20034 Marcelinho, 5 Renato, 6 Murilo, 7 Valtinho, 8 Leandrinho, 9 Demétrius, 10 Alex, 11 Anderson, 12 Guilherme, 13 Nenê, 14 Luís Fernando, 15 Tiago,        All. Lula Ferreira
Campionato americano maschile di pallacanestro 20054 Marcelinho, 5 Nezinho, 6 Murilo, 7 Marcelinho Huertas, 8 Leandrinho, 9 Jefferson, 10 Alex, 11 Anderson, 12 Guilherme, 13 André Bambu, 14 Hettsheimeir, 15 Tiago,        All. Lula Ferreira
Campionato americano maschile di pallacanestro 20074 Marcelinho, 5 Nezinho, 6 Murilo, 7 Marcelinho Huertas, 8 Alex, 9 Valtinho, 10 Leandrinho, 11 João Paulo, 12 Guilherme, 13 Nenê, 14 Marquinhos, 15 Tiago,        All. Lula Ferreira
Campionato americano maschile di pallacanestro 20094 Marcelinho, 5 Duda, 6 Diego, 7 Olivinha, 8 Alex, 9 Marcelinho Huertas, 10 Leandrinho, 11 Anderson, 12 Guilherme, 13 João Paulo, 14 Jonathan, 15 Tiago,        All. Moncho Monsalve
Campionato americano maschile di pallacanestro 20114 Marcelinho, 5 Nezinho, 6 Rafael Luz, 7 Lima, 8 Benite, 9 Marcelinho Huertas, 10 Alex, 11 Hettsheimeir, 12 Guilherme, 13 Caio Torres, 14 Marquinhos, 15 Tiago,        All. Rubén Magnano
Campionato americano maschile di pallacanestro 20134 Arthur, 5 Rafael Luz, 6 Raulzinho, 7 Taylor, 8 Benite, 9 Marcelinho Huertas, 10 Alex, 11 Hettsheimeir, 12 Guilherme, 13 Caio Torres, 14 Felício, 15 João Paulo,        All. Rubén Magnano
Campionato americano maschile di pallacanestro 20154 Fischer, 5 Rafael Luz, 6 Lima, 7 Deryk, 8 Benite, 9 Meindl, 10 Olivinha, 11 Mineiro, 12 Guilherme, 13 João Paulo, 14 Marquinhos, 15 Marcus Toledo,        All. Rubén Magnano
Campionato americano maschile di pallacanestro 20174 Davi, 5 Caboclo, 7 Dias, 8 Lucas Mariano, 9 Siqueira, 10 Lenz, 11 Fúlvio, 12 Mineiro, 13 João Paulo, 14 Meindl, 18 Jimmy, 32 Georginho,        All. César Guidetti
Campionato americano maschile di pallacanestro 20222 Yago, 5 Rafael Luz, 6 Felício, 7 Didi, 8 Benite, 9 Marcelinho Huertas, 12 Mineiro, 14 Meindl, 19 Dias, 23 Lima, 28 Lucas Mariano, 32 Georginho,        All. Gustavo de Conti

### Campionati sudamericani
Campionato sudamericano maschile di pallacanestro 1930Affonso, Américo, Antônio, Augusto, Coroa, Francisco, Hermann, Jacomo, Lauro, Nélson Monteiro, All. Fred Charles Brown
Campionato sudamericano maschile di pallacanestro 1934Ângelo, Armando, Arnaldo, Caetano, Dante, Eduardo, Lauro, Moacyr, Oscar, Renato, Rodolpho, All. Ângelo Mônaco
Campionato sudamericano maschile di pallacanestro 1935Américo, Armando, Arnaldo, Dante, Jairo, José Vianna, Júlio Cerello, Lauro, Manuel Rodrigues, Mário Marchísio, Martinho, Oscar, Rodolpho, All. Arthur Silva Araújo
Campionato sudamericano maschile di pallacanestro 1937Ádamo, Adílio, Agenor, Alínio, Álvaro, Carija, Celso, Jayme, José Oscar, Pavão, All. Jayme da Costa Chacon
Campionato sudamericano maschile di pallacanestro 1938Álvaro, Américo, Armando de Palma, Arnaldo, Ayres, Carija, José Simões, Mário Duarte, Mário Marchísio, Martinho, All. Jayme da Costa Chacon
Campionato sudamericano maschile di pallacanestro 1939Ádamo, Adílio, Agenor, Álvaro, Américo, Armando, Celso, Gatinho, José Simões, Júlio Cerello, Mário Humberto, Martinho, Raul Henrique, Ruy de Freitas, All. Arno Frank, Octacílio de Souza Braga
Campionato sudamericano maschile di pallacanestro 1940Adílio, Alcino, Aluysio, Baiano, Celso, Guilherme, José Simões, Júlio Cerello, Martinho, Pavão, Raul Henrique, Ruy de Freitas, Sebastião, Stropiana, All. Ângelo Mônaco, Jayme da Costa Chacon
Campionato sudamericano maschile di pallacanestro 1941Adílio, Alfredo da Motta, Aluysio, Baiano, Fábio, Floriano, José Simões, Naim, Nilton Pacheco, Plutão, Ruy de Freitas, All. José Vaz
Campionato sudamericano maschile di pallacanestro 1942Adílio, César, Cleto, Floriano, Hermes, José Simões, Picolé, Plutão, Stropiana, Raul Henrique, Ruy de Freitas, All. Octacílio de Souza Braga
Campionato sudamericano maschile di pallacanestro 1945Adílio, Alfredo da Motta, Amin, Celso, Chico, Duda, Marcus Vinícius, Mário, Massinet, Nilton Pacheco, Plutão, Ruy de Freitas, All. Octacílio de Souza Braga
Campionato sudamericano maschile di pallacanestro 1947Adílio, Afonso Évora, Alfredo da Motta, Amin, Celso, Eugênio, Floriano, Chico, Guilherme, José Simões, Nilton Pacheco, Plutão, Ruy de Freitas, All. Octacílio de Souza Braga
Campionato sudamericano maschile di pallacanestro 1949Alberto Marson, Alfredo da Motta, Algodão, Almir, Álvaro, Angelim, Gemignani, Geraldo Brasil, Getúlio, Godinho, Tião, Sylvio, All. José Simões Henriques
Campionato sudamericano maschile di pallacanestro 1953Alfredo da Motta, Algodão, Álvaro, Angelim, Ardelin, Godinho, Jamil, Jorge Olivieri, José, Mayr, Thales, Zé Luiz, All. José Simões Henriques
Campionato sudamericano maschile di pallacanestro 1955Algodão, Almir, Angelim, Arnaldo, Jamil, Jorge Olivieri, Otto Nóbrega, Pecente, Peninha, Walter, Wlamir, Zezinho, All. Ruy de Freitas
Campionato sudamericano maschile di pallacanestro 19583 Algodão, 4 Amaury, 5 Wlamir, 6 Zé Coqueiro, 7 Zezinho, 8 Fernando Brobró, 9 Rosa Branca, 10 Jatyr, 11 Edson Bispo, 12 Willi, 13 Waldemar,        All. Kanela
Campionato sudamericano maschile di pallacanestro 1960Amaury, Ayrton, Carlos Barone, Edson Bispo, Boccardo, Fernando Brobró, Jatyr, Mosquito, Paulista, Rosa Branca, Sucar, Wlamir, All. Kanela
Campionato sudamericano maschile di pallacanestro 19613 Mosquito, 4 Amaury, 5 Wlamir, 6 Purper, 7 Betinho, 8 Fernando Brobró, 9 Rosa Branca, 10 Jatyr, 11 Renê, 12 Sucar, 13 Mical, 14 Waldemar, 15 Benjamim, 16 Tozzi,        All. Kanela
Campionato sudamericano maschile di pallacanestro 1963Amaury, Bira, Celso Maneschi, Celso Scarpini, Eurico, Mical, Otto, Paulista, Renê, Sucar, Victor, Wlamir, All. Kanela
Campionato sudamericano maschile di pallacanestro 1966Aurélio, Mosquito, César Sebba, Eduardo, Edvar Simões, Emil Rached, Zé Olaio, José Pereira, Josildo, Peixotinho, Otto, Rivaldo, All. Ary Vidal
Campionato sudamericano maschile di pallacanestro 1968Antônio, Bira, Fernando, Hélio Rubens, Zé Olaio, Joy, Luiz Mello, Mindaugas, Mosquito, Radvilas, Rosa Branca, Sérgio Macarrão, All. Renato Brito Cunha
Campionato sudamericano maschile di pallacanestro 1969Antônio, César Sebba, Dodi, Felipão, Hélio Rubens, Joy, José Augusto, Zé Olaio, Peixotinho, Luiz Mello, Sérgio Macarrão, Zé Geraldo, All. José Fernandes Tude Sobrinho
Campionato sudamericano maschile di pallacanestro 1971Adilson, Carioquinha, Carlos Costa, Dodi, Gabriel, Hélio Rubens, Joy, Luiz Mello, Marquinhos, Márvio, Pedrinho, Robertão, All. Kanela
Campionato sudamericano maschile di pallacanestro 1973Adilson, Bira, Carioquinha, Fausto, Dodi, Fransérgio, Hélio Rubens, Joy, Marquinhos, Robertão, Totô, Zé Geraldo, All. Edson Bispo
Campionato sudamericano maschile di pallacanestro 1976Flávio, Bira, Carioquinha, Gilson, Dodi, Jorge Luís, José Neto, Luiz Mello, Marcel, Paulo César, Wilson, Zé Geraldo, All. Edson Bispo
Campionato sudamericano maschile di pallacanestro 1977Adilson, Bira, Carioquinha, César Augusto, Dodi, Fausto, Gilson, Oscar, Hélio Rubens, José Neto, Marcel, Zé Geraldo, All. Ary Vidal
Campionato sudamericano maschile di pallacanestro 19794 Edson, 5 José Lima, 6 Marco Antônio, 7 Carioquinha, 8 Cadum, 9 Marquinhos, 10 Saiani, 11 Marcel, 12 Paulão, 13 Marcelo Vido, 14 Oscar, 15 Zé Geraldo,        All. Ary Vidal
Campionato sudamericano maschile di pallacanestro 1981Adilson, Carioquinha, Fausto, Gerson, Gilson, Marcelo Vido, Marco Antônio, Marquinhos, Maury, Nilo, Oscar, Wagner, All. Cláudio Mortari
Campionato sudamericano maschile di pallacanestro 19834 Nilo, 5 Fausto, 6 Gerson, 7 Carioquinha, 8 Cadum, 9 Marquinhos, 10 Sílvio, 11 Marcel, 12 André, 13 Marcelo Vido, 14 Oscar, 15 Israel,        All. Renato Brito Cunha
Campionato sudamericano maschile di pallacanestro 1985Gerson, Guerrinha, Israel, Marcel, Marcelo Vido, Maury, Nilo, Oscar, Paulinho, Pipoka, Rolando, Sílvio, All. Ary Vidal
Campionato sudamericano maschile di pallacanestro 1987André, Paulão, Cadum, Chuí, Gerson, Guerrinha, Israel, Luiz Felipe, Maury, Paulinho, Pipoka, Rolando, All. Ary Vidal
Campionato sudamericano maschile di pallacanestro 1989Adriano, Paulão Berger, Cadum, Chuí, Guerrinha, José Nassar, Luiz Felipe, Luiz Zanon, Paulinho, Paulão Silva, Pipoka, All. Hélio Rubens Garcia
Campionato sudamericano maschile di pallacanestro 1991Chuí, Cosmo, Guerrinha, Josuel, Luisão, Luiz Felipe, Luiz Zanon, Marcel, Maury, Fernando Minucci, Paulinho, Rolando, All. José Medalha
Campionato sudamericano maschile di pallacanestro 1993Chuí, Demétrius, Edvar Simões, Fábio Pira, Gema, Josuel, Fernando Minucci, Olívia, Paulinho, Ratto, Rogério, Tonico, All. Ênio Vecchi
Campionato sudamericano maschile di pallacanestro 19954 Caio, 5 Ratto, 6 Jamison, 7 Pipoka, 8 Rolando, 9 Márcio, 10 Guerrinha, 11 Luisão, 12 Josuel, 13 Olívia, 14 Rogério, 15 Tonico,        All. Ary Vidal
Campionato sudamericano maschile di pallacanestro 1997Alexey, Brasília, Caio, Demétrius, Gema, Janjão, Marcelão, Olívia, Ratto, Ricardo, Tonico, Vanderlei, All. Hélio Rubens Garcia
Campionato sudamericano maschile di pallacanestro 1999Aylton, Caio, Demétrius, Helinho, Josuel, Luís Fernando, Marcelinho, Márcio, Michel, Ratto, Sandro, Vanderlei, All. Hélio Rubens Garcia
Campionato sudamericano maschile di pallacanestro 2001Alírio, Anderson, Demétrius, Guilherme, Helinho, Marcelinho, Márcio, Nenê, Renato, Sandro, Tiagão, Vanderlei, All. Hélio Rubens Garcia
Campionato sudamericano maschile di pallacanestro 20034 Marcelinho, 5 Arnaldinho, 6 Dedé, 7 Valtinho, 8 Tiagão, 9 Demétrius, 10 Alex, 11 Anderson, 12 Guilherme, 13 Renato, 14 André Bambu, 15 Tiago,        All. Lula Ferreira
Campionato sudamericano maschile di pallacanestro 20044 Marcelinho, 5 Nezinho, 6 Dedé, 7 Estevam, 8 Wanderson, 9 Paulinho, 10 Luís Felipe, 11 Fúlvio, 12 Caio Torres, 13 Renato, 14 André Bambu, 15 Michel,        All. Lula Ferreira
Campionato sudamericano maschile di pallacanestro 20064 Arthur, 5 Manteiguinha, 6 Murilo, 7 Estevam, 8 Nezinho, 9 Paulão, 10 Duda, 11 Marcelinho Huertas, 12 Marcus Toledo, 13 Caio Torres, 14 André Bambu, 15 Felipe Ribeiro,        All. Lula Ferreira
Campionato sudamericano maschile di pallacanestro 20084 Arthur, 5 Diego, 6 Hélio Vitor, 7 Luís Felipe, 8 Dedé, 9 William Drudi, 10 Cascão, 11 Teichmann, 12 Hátila, 13 Caio Torres, 14 Lucas, 15 Manteiguinha,        All. Paulo Teixeira Sampaio
Campionato sudamericano maschile di pallacanestro 20104 Arthur, 5 Nezinho, 6 André Luiz, 7 Mineiro, 8 Luiz Felipe, 9 Jonathan, 10 Duda, 11 Fúlvio, 12 Bruno, 13 João Paulo, 14 Murilo, 15 Lucas,        All. João Marcelo Leite
Campionato sudamericano maschile di pallacanestro 20124 Elinho, 5 Rafael Luz, 6 Cristiano, 7 Mineiro, 8 Benite, 9 Nezinho, 10 Dedé, 11 Lima, 12 Arthur, 13 Marcus Toledo, 14 Gui, 15 Leonardo,        All. Gustavo de Conti
Campionato sudamericano maschile di pallacanestro 20144 Arthur, 5 Rafael Luz, 6 Raulzinho, 7 Olivinha, 8 Benite, 9 Gegê, 10 Jefferson, 11 Hettsheimeir, 12 Mineiro, 13 Lima, 14 Meindl, 15 Cristiano,        All. José Neto
Campionato sudamericano maschile di pallacanestro 20164 Davi, 5 Lucas Mariano, 6 Jefferson, 7 Henrique, 8 Gui, 9 Jimmy, 10 Olivinha, 11 Fúlvio, 12 Mineiro, 13 João Paulo, 14 Meindl, 15 Marcus Toledo,        All. Gustavo de Conti

### Giochi panamericani
Pallacanestro maschile ai I Giochi panamericaniAlberto Marson, Alfredo da Motta, Almir, Ardelin, Godinho, Zé Luiz, Mário Jorge, Massinet, Montanha, Tião, Thales, Algodão, All. Kanela
Pallacanestro maschile ai II Giochi panamericani3 Algodão, 4 Pecente, 5 Wlamir, 6 Willi, 7 Almir, 8 Wilson, 9 Moacyr Penha, 10 Carlos Marino, 11 Edson Bispo, 12 Mayr, 13 Leonardo, 14 Amaury,        All. José Simões Henriques
Pallacanestro maschile ai III Giochi panamericaniCarlos Barone, Mosquito, Rosa Branca, Edson Bispo, Fernando Brobró, Jatyr, Pecente, Waldemar, Boccardo, Wilson, Wlamir, Algodão, All. Kanela
Pallacanestro maschile ai IV Giochi panamericaniAmaury, Bira, Celso Scarpini, Edson Bispo, Fritz, Menon, Mosquito, Rosa Branca, Sucar, Victor, Waldemar, Wlamir, All. Kanela
Pallacanestro maschile ai V Giochi panamericaniAmaury, Emil Rached, Hélio Rubens, Jatyr, Zé Olaio, Josildo, Menon, Mosquito, Sérgio Macarrão, Sucar, Victor, Wlamir, All. Edson Bispo
Pallacanestro maschile ai VI Giochi panamericaniAdilson, Mosquito, Emil Rached, Fransérgio, Hélio Rubens, Joy, Menon, Luiz Mello, Marquinhos, Carioquinha, Robertão, Dodi, All. Edson Bispo
Pallacanestro maschile ai VII Giochi panamericani4 Paulo César, 5 Fausto, 6 Bira, 7 Carioquinha, 8 Hélio Rubens, 9 Marquinhos, 10 Gilson, 11 Marcel, 12 Adilson, 13 Sérgio Macarrão, 14 Zé Geraldo, 15 Robertão,        All. Edson Bispo
Pallacanestro maschile agli VIII Giochi panamericani4 Evaristo, 5 Fausto, 6 Bira, 7 Carioquinha, 8 Hélio Rubens, 9 Marquinhos, 10 Saiani, 11 Marcel, 12 Adilson, 13 Marcelo, 14 Oscar, 15 Zé Geraldo,        All. Ary Vidal
Pallacanestro maschile ai IX Giochi panamericani4 Nilo, 5 Fausto, 6 Gerson, 7 Carioquinha, 8 Cadum, 9 Marquinhos, 10 Guerrinha, 11 Marcel, 12 Adilson, 13 Marcelo, 14 Sílvio, 15 Israel,        All. Renato Brito Cunha
Pallacanestro maschile ai X Giochi panamericani4 Paulinho, 5 Maury, 6 Gerson, 7 Pipoka, 8 Rolando, 9 Cadum, 10 Guerrinha, 11 Marcel, 12 Sílvio, 13 André, 14 Oscar, 15 Israel,        All. Ary Vidal
Pallacanestro maschile agli XI Giochi panamericani4 Paulinho, 5 Guerrinha, 6 Gerson, 7 Pipoka, 8 Rolando, 9 Fernando Minucci, 10 Maury, 11 Marcel, 12 Luiz Zanon, 13 Evandro, 14 Luisão, 15 Josuel,        All. José Medalha
Pallacanestro maschile ai XII Giochi panamericani4 Chuí, 5 João Batista, 6 Luiz Felipe, 7 Gema, 8 Rolando, 9 Demétrius, 10 Alberto, 11 Fernando Minucci, 12 Josuel, 13 Janjão, 14 Rogério, 15 Luisão,        All. Ary Vidal
Pallacanestro maschile ai XIII Giochi panamericaniAylton, Caio, Demétrius, Helinho, Ratto, Guilherme, Rogério, Marcelinho, Vanderlei, Michel, Josuel, Sandro, All. Hélio Rubens
Pallacanestro maschile ai XIV Giochi panamericaniMarcelinho, Arnaldinho, Dedé, Valtinho, Murilo, Demétrius, Alex, Anderson, Guilherme, Tiago, André Bambu, Renato, All. Lula Ferreira
Pallacanestro maschile ai XV Giochi panamericani4 Marcelinho, 5 Nezinho, 6 Murilo, 7 Marcus Toledo, 8 Marcelinho Huertas, 9 Valtinho, 10 Alex, 11 Teichmann, 12 Caio Torres, 13 João Paulo, 14 Marquinhos, 15 Paulão,        All. Lula Ferreira
Pallacanestro maschile ai XVI Giochi panamericani4 Marcelinho, 5 Nezinho, 6 Murilo, 7 Betinho, 8 Benite, 9 Davi, 10 Arthur, 11 Irigoyen, 12 Guilherme, 13 Cipolini, 14 Felício, 15 Hubner,        All. Rubén Magnano
Pallacanestro maschile ai XVII Giochi panamericani4 Fischer, 5 Rafael Luz, 6 Lima, 7 Taylor, 8 Benite, 10 Olivinha, 11 Hettsheimeir, 12 Mineiro, 13 João Paulo, 14 Meindl, 15 Marcus Toledo,        All. Rubén Magnano
Pallacanestro maschile ai XIX Giochi panamericani1 Gui, 3 Machado, 4 Ruivo, 5 Corazza, 7 Didi, 8 Siqueira, 9 Dias, 10 Márcio, 21 Wesley, 25 Crepaldi, 29 Reynan, 35 Tavares,        All. Gustavo de Conti